# Dècim Novi Prisc
Dècim Novi Prisc   (segle I dC - valor desconegut) en llatí Decimus Novius Priscus va ser un magistrat romà del segle i. Formava part de la gens Nòvia, una gens romana d'origen plebeu.
L'any 66 va ser desterrat per Neró per ser amic de Sèneca. La seva dona Artòria Flacil·la el va acompanyar a l'exili del qual Galba el va fer tornar l'any 68. Els Fasti diuen que l'any 78, durant el regnat de Vespasià, hi havia un cònsol amb aquest nom, que probablement era el mateix.